# 永遠 (BENIの曲)
「永遠」（えいえん）は、BENIの22枚目のシングル。

## 概要
ユニバーサルミュージック移籍後14作目のシングル。NHK総合テレビ『よる★ドラ』の『本日は大安なり』主題歌。

## 収録曲
1. 永遠
  - 作詞：BENI, K.Sakama／作曲・編曲：3rd Productions
2. 最後の嘘
  - 作詞：BENI／作曲：葛谷葉子／編曲：村山晋一郎
3. 永遠 (Instrumental)'
4. 最後の嘘 (Instrumental)